# O(N)模型
在统计力学中，O(n)模型是易辛模型的推广，它描述了晶格的自旋。
哈密顿量是
{\displaystyle H=-J{\sum }_{\langle i,j\rangle }\mathbf {s} _{i}\cdot \mathbf {s} _{j}}
{\displaystyle \mathbf {s} _{i}\in R^{n}}，{\displaystyle \langle i,j\rangle }代表晶格上每一对相邻的格子。

## 场论
{\displaystyle F(\phi )=\int d^{d}x{\frac {1}{2}}(\partial \phi )^{2}+{\frac {m^{2}}{2}}\phi ^{2}+g(\phi ^{2})^{2}+\ldots }
{\displaystyle (\partial \phi )^{2}=\sum _{i,a}(\partial _{i}\phi _{a})^{2}}
{\displaystyle \phi =(\phi _{1},\ldots ,\phi _{N})}

## 舉例
{\displaystyle n=0}：自避行走
{\displaystyle n=1}：易辛模型
{\displaystyle n=2}：XY模型
{\displaystyle n=3}：海森堡模型
{\displaystyle n=4}：标准模型中希格斯场的玩具模型
玻茨模型也描述其他易辛模型的推广。

## 相关條目
- 大N展开
- Mermin–Wagner定理
- 杨米尔斯场论

## 阅读
- Peskin, Schroeder. Intro QFT.
- David Tong. Statistical Field Theory.
- https://katzgraber.org/teaching/SS07/files/kay.pdf（页面存档备份，存于）